# Limia melanonotata

Distribución según datos de 1983

Limia melanonotata es una especie de peces de la familia de los pecílidos en el
orden de los ciprinodontiformes.

## Morfología
Los machos pueden alcanzar los 5 cm de longitud total y las hembras los 6 cm.

## Distribución geográfica
Se encuentran en Haití y en la República Dominicana, habitando en charcas, a menudo con agua salobre.

## Mantenimiento en acuario
En general, su dificultad de mantenimiento se considera media. Es necesario asegurarse de mantenerla en agua a una temperatura entre 23 °C y 26 °C. La temperatura ideal para una reproducción óptima es de unos 25 °C. El agua puede ser alcalina, con un pH entre 7,1 y 8,2, siendo el valor ideal para la reproducción de alrededor de 7,6. El comportamiento es social y tranquilo con otras especies, pero como los machos no pueden imponerse y son bastante agresivos es necesario mantener un mínimo de 3 hembras por macho.